# Braxton Berrios
Braxton Berrios (* 6. Oktober 1995 in Raleigh, North Carolina) ist ein US-amerikanischer American-Football-Spieler auf der Position des Wide Receivers. Aktuell spielt er für die Houston Texans in der National Football League (NFL).

## Frühe Jahre
Berrios besuchte die Leesville Road High School in seiner Geburtsstadt. Dort spielte er als Wide Receiver in der Schulmannschaft. Nach seinem Highschoolabschluss erhielt er ein Stipendium der University of Miami, für die er von 2014 bis 2017 ebenfalls in der Footballmannschaft spielte. Dabei kam er schon in den ersten Jahren zum Einsatz, seinen Durchbruch hatte er allerdings erst in seinem letzten Collegejahr, als er 55 Pässe für 679 Yards und 9 Touchdowns fing. Dafür wurde er in dieser Saison ins Third-Team All-ACC gewählt. Insgesamt konnte er in den vier Jahren 100 Pässe für 1175 Yards und 14 Touchdowns fangen. Außerdem konnte er mit seinem Team 2016 den Russell Athletic Bowl gewinnen.

## NFL

### New England Patriots
Berrios wurde im NFL-Draft 2018 in der 6. Runde an 210. Stelle von den New England Patriots ausgewählt. Allerdings verletzte er sich noch vor Saisonbeginn, sodass er auf die Injured Reserve Liste gesetzt wurde und in keinem Spiel in der Saison zum Einsatz kam. Die Patriots konnten am Ende der Saison den Super Bowl LIII mit 13:3 gegen die Los Angeles Rams gewinnen, und da Berrios offiziell Teil des Kaders war, erhielt er auch einen Super-Bowl-Ring. Am 30. August 2019 wurde er von den Patriots entlassen.

### New York Jets
Tags darauf wurde er über die Waiver-Liste von den New York Jets, die in der gleichen Division spielen, unter Vertrag genommen. Am 1. Spieltag der Saison 2019 gab er bei der 16:17-Niederlage gegen die Buffalo Bills schließlich sein NFL-Debüt. Seine ersten zwei Pässe konnte er am 3. Spieltag bei der 14:30-Niederlage gegen sein altes Team, die New England Patriots, von Quarterback Luke Falk fangen. Insgesamt wurde Berrios in der Saison als Wide Receiver, aber auch als Kick Returner und Punt Returner eingesetzt. Dies blieb auch in seiner zweiten Saison der Fall. Am 2. Spieltag der Saison 2020 konnte er bei der 13:31-Niederlage gegen die San Francisco 49ers seinen ersten Touchdown von Quarterback Sam Darnold fangen. Daraufhin stand er am nächsten Spieltag erstmals in der Startformation der Jets. Bei der 7:36-Niederlage gegen die Indianapolis Colts konnte er direkt erneut einen Touchdown fangen. Seinen dritten Touchdown fing er am 16. Spieltag beim 23:16-Sieg gegen die Cleveland Browns nach einem Pass von Wide Receiver Jamison Crowder im Zuge eines Trickspielzugs. Insgesamt kam Berrios in der Saison 2020 auch deutlich mehr in der Offense zum Einsatz als im vorherigen Jahr und konnte insgesamt drei Touchdowns erzielen.
Auch in der Saison 2021 kam Barrios regelmäßig bei den Jets zum Einsatz. Zumeist wurde er als Kick Returner und als Punt Returner eingesetzt, auch in der Offense der Jets bekam er jedoch Spielzeit. So konnte er direkt am 2. Spieltag bei der 6:25-Niederlage gegen die New England Patriots den Ball für 73 Yards fangen, bis dato seine Karrierehöchstleistung. Am 8. Spieltag konnte er beim 34:31-Sieg gegen die Cincinnati Bengals seinen ersten Touchdown der Saison von Quarterback Mike White fangen. Gerade am Ende der Saison konnte Berrios durch gute Leistungen sowohl in der Offense als auch in den Special Teams überzeugen. Sowohl bei der 18:33-Niederlage gegen die Philadelphia Eagles am 13. Spieltag als auch bei der 9:30-Niederlage gegen die New Orleans Saints am folgenden 14. Spieltag konnte er Kicks für 139 Yards returnen, was beides seine Karrierehöchstleistung war. Am 15. Spieltag gelang ihm bei der 24:31-Niederlage gegen die Miami Dolphins der erster Rushing Touchdown seiner Karriere. Daraufhin stand er beim 26:21-Sieg gegen die Jacksonville Jaguars am 16. Spieltag erstmals in der Startformation der Jets in dieser Saison. In diesem Spiel gelang Berrios auch ein 102-Yards langer Kickoff-Return-Touchdown, woraufhin er zum AFC Special Teams Player of the Week gekürt wurde. Am folgenden Spieltag konnte er bei der 24:28-Niederlage gegen die Tampa Bay Buccaneers sowohl einen Touchdown von Zach Wilson fangen als auch mit dem Ball für einen weiteren Touchdown laufen und wurde somit zum ersten Wide Receiver in der Geschichte der New York Jets, dem dies in einem Spiel gelang. Das letzte Saisonspiel gegen die Buffalo Bills verpasste er jedoch. Aufgrund seiner herausragenden wurde Berrios ins First-Team All-Pro als Kick Returner gewählt. Er konnte in der Saison insgesamt 28 Kicks für 852 Yards und einen Touchdown returnen, wodurch er zwar nur die drittmeisten Yards hinter Andre Roberts und DeAndre Carter erreichen konnte, jedoch im Durchschnitt die meisten Yards pro Kick erlaufen konnte.
Am 15. März 2022 unterschrieb Berrios einen neuen Vertrag über zwei weitere Jahre bei den New York Jets. In der Saison 2022 kam er erneut als Return Specialist und Wide Receiver zum Einsatz. Am 4. Spieltag der Saison konnte er im Zuge eines Trickspielzuges einen Touchdownpass zu Quarterback Zach Wilson werfen. An den folgenden zwei Spieltagen konnte er je einen Touchdown fangen. Am 7. Spieltag konnte er beim 16:9-Sieg gegen die Denver Broncos mit dem Ball für 27 Yards laufen, bis dato sein Karrierehöchstwert. Im März 2023 entließen die Jets Berrios. Er bestritt in vier Jahren 65 Spiele für die Jets.

### Miami Dolphins
Nach seiner Entlassung bei den Jets nahmen die Miami Dolphins Berrios unter Vertrag. Er fing 2023 insgesamt 27 Pässe für 238 Yards und einen Touchdown, zudem wurde er als Returner von Kickoffs und Punts eingesetzt. Im März 2024 unterschrieb Berrios für ein weiteres Jahr in Miami. In der Saison 2024 fing er keinen Pass, aber kam als Return Specialist zum Einsatz. Er zog sich am siebten Spieltag einen Kreuzbandriss zu und fiel für den Rest der Saison aus.

### Houston Texans
Im März 2025 unterschrieb Berrios einen Einjahresvertrag bei den Houston Texans.

## Karrierestatistiken
| Legende | Legende             |
| ------- | ------------------- |
|         | Super-Bowl-Sieg     |
| Fett    | Karrierehöchstwerte |

| Saison                             | Team             | Spiele | Spiele      | Gefangen     | Gefangen     | Gefangen     | Gefangen     | Gefangen     | Gelaufen     | Gelaufen     | Gelaufen     | Gelaufen     | Gelaufen     | Returning    | Returning    | Returning    | Returning    | Returning    | Fumbles      | Fumbles      | TD gesamt    |
| Saison                             | Team             | Gesamt | als Starter | Passfänge    | Yards        | Avg          | Lang         | TD           | Versuche     | Yards        | Avg          | Lang         | TD           | Anzahl       | Yards        | Avg          | Lang         | TD           | Gesamt       | verlorene    | TD gesamt    |
| ---------------------------------- | ---------------- | ------ | ----------- | ------------ | ------------ | ------------ | ------------ | ------------ | ------------ | ------------ | ------------ | ------------ | ------------ | ------------ | ------------ | ------------ | ------------ | ------------ | ------------ | ------------ | ------------ |
| 2018                               | Patriots         | 0      | 0           | Ohne Einsatz | Ohne Einsatz | Ohne Einsatz | Ohne Einsatz | Ohne Einsatz | Ohne Einsatz | Ohne Einsatz | Ohne Einsatz | Ohne Einsatz | Ohne Einsatz | Ohne Einsatz | Ohne Einsatz | Ohne Einsatz | Ohne Einsatz | Ohne Einsatz | Ohne Einsatz | Ohne Einsatz | Ohne Einsatz |
| 2019                               | Jets             | 16     | 0           | 6            | 115          | 19,2         | 69           | 0            | 0            | 0            | 0,0          | 0            | 0            | 25           | 288          | 11,5         | 26           | 0            | 1            | 1            | 0            |
| 2020                               | Jets             | 16     | 2           | 37           | 394          | 10,6         | 43           | 3            | 3            | 29           | 9,7          | 15           | 0            | 19           | 253          | 13,3         | 28           | 0            | 0            | 0            | 3            |
| 2021                               | Jets             | 16     | 1           | 46           | 431          | 9,4          | 46           | 2            | 7            | 40           | 5,7          | 11           | 2            | 43           | 1053         | 24,5         | 102          | 1            | 1            | 1            | 5            |
| 2022                               | Jets             | 17     | 2           | 18           | 145          | 8,1          | 25           | 0            | 9            | 91           | 10,1         | 25           | 2            | 47           | 840          | 17,9         | 42           | 0            | 1            | 0            | 2            |
| 2023                               | Dolphins         | 16     | 1           | 27           | 238          | 8,8          | 22           | 1            | 1            | 11           | 11,0         | 11           | 0            | 41           | 676          | 16,5         | 33           | 0            | 1            | 0            | 1            |
| 2024                               | Dolphins         | 6      | 0           | 0            | 0            | 0            | 0            | 0            | 0            | 0            | 0            | 0            | 0            | 10           | 179          | 17,9         | 44           | 0            | 0            | 0            | 0            |
| Gesamte Karriere                   | Gesamte Karriere | 87     | 6           | 134          | 1323         | 9,9          | 69           | 6            | 20           | 171          | 8,6          | 25           | 4            | 185          | 3289         | 17,8         | 102          | 1            | 4            | 2            | 11           |
| Quelle: pro-football-reference.com |                  |        |             |              |              |              |              |              |              |              |              |              |              |              |              |              |              |              |              |              |              |